# Lao’an Hui’an
Lao’an Hui’an (chiń. 老安慧安, pinyin Lǎo’ān Huì’ān; kor. 로안혜안 Loan Hyean; jap. Rōan Ean; wiet. Laô An Huê An; ur. 582, zm. 709) – jeden z pierwszych całkowicie niezależnych mistrzów chan. Znany był także jako Songyue Hui’an. Jego linia przekazu Dharmy była także osobna.

## Życiorys
Pochodził z Jingzhou w prowincji Hebei. Jako młody człowiek został mnichem jednak bez urzędowego potwierdzenia i bez jakichkolwiek związków z klasztorem. Podczas urzędowych sankcji przeciwko takim ordynacjom, ukrył się w lasach i zaczął prowadzić życie wędrownego mnicha w górach.
W czasie okresowego braku żywności spowodowanego budową jednego z głównych kanałów, Hui’an rozpoczął zbieranie żywności i rozdawanie jej potrzebującym. Ta działalność przysporzyła mu dobrej reputacji, co spowodowało zaproszenie go na dwór cesarski. Odrzucił jednak tę ofertę i powrócił do swojego poprzedniego życia na odludziu. Po jakimś czasie, podczas pobytu w górach Heng, poświęcił się całkowicie wieloletniej medytacji. Pod koniec czterdziestki lub na początku pięćdziesiątki zainteresowała go rozwijająca się społeczność chan w Huangmei i udał się tam. Był to akurat końcowy okres życia mistrza chan Daoxina. Hui’an pozostał po jego śmierci w klasztorze i studiował z jego następcą – mistrzem Hongrenem. Jego zrozumienie dojrzało i wkrótce stał się jednym z wiodących nauczycieli szkoły Wschodniej Góry.
Po jakimś czasie został powtórnie zaproszony na dwór cesarski i znowu odmówił. Tak jak poprzednio powrócił do wędrownego życia w górach. Najpierw przez kilka przebywał w jaskini na górze Zhongnan (na południe od Chang’anu). Następnie przeniósł się do chatki na mglistej górze Huatai w pobliżu Luoyangu. Cesarz wydał edykt nakazujący wybudowanie w pobliżu tej chatki klasztoru, który Hui’an miałby poprowadzić. Po krótkim czasie opuścił jednak ten klasztor i powrócił do wędrówek. Następnie spędził jakiś czas w klasztorze Jadeitowego Źródła w Jingzhou. W tym klasztorze nauczał mistrz chan Yuquan Shenxiu, jego kolega z okresu pobytu na górze Huangmei. Ostatecznie mistrz Hui’an zamieszkał na górze Song i rozpoczął nauczanie w klasztorze Huishan.
W tym czasie do władzy doszła cesarzowa Wu Zetian, która wspierała wielu uczniów mistrza Hongrena, którzy szerzyli nauki szkoły Wschodniej Góry. Ponieważ Hui’an był jednym ze starszych nauczycieli tego kręgu, został ponownie zaproszony na dwór i tym razem nie odmówił. W pałacu zaofiarowano mu kąpiel, do której usługiwała atrakcyjna służąca. Mistrz Hui’an całkowicie niewytrącony ze spokoju z przyjemnością wziął kąpiel. Cesarzowa była pod wrażeniem jego postawy, co wyraziła w komentarzu: „Wystarczy zobaczyć go wchodzącego do wody, aby przekonać się o istnieniu wspaniałego człowieka”.
Mistrz Hui’an powrócił na górę Song i resztę życia spędził w klasztorze Szaolin. Tuż przed śmiercią w wieku 128 lat poprosił uczniów, aby po śmierci pozostawili jego ciało w lesie.

## Linia przekazu Dharmy
- 32/5. Daman Hongren (601–674)
  - 33/6. Lao’an Hui’an (582–709) szkoła laomu’an heshang
    - 34/7. Tengteng (bd)
    - 34/7. Fuxian Renjian
    - 34/7. Bozao Do
    - 34/7. Yuangui (644–716)
      - 35/7. Lingyun (bd)

    - 34/7. Chen Chuzhang
      - 35/8. Baotang Wuzhu (714–775)
        - 36/9. Du Hongjian (709–769)